# عطر: از خاطرات ری و استر
عطر: از خاطرات ری و استر (به انگلیسی: Cologne: From the Diary of Ray and Esther) فیلمی ۱۴ دقیقه‌ای به کارگردانی استر دوویدات با بازی هانس گوتلر است.
یک فیلم مستند کوتاه است که به جامعه آلمانی-آمریکایی در آستانه جنگ جهانی دوم می پردازد. این فیلم توسط فیلمسازان آماتور استر دویدات و ریموند دویدات، ساکنان کلن، مینه سوتا فیلمبرداری و کارگردانی شد.
در سال 2001، این فیلم چهارده دقیقه ای برای نگهداری در فهرست ملی فیلم ایالات متحده توسط کتابخانه کنگره به عنوان "از نظر فرهنگی، تاریخی یا زیبایی شناختی مهم" انتخاب شد.